# Lajos Walko

Lajos Walko

Lajos Walko (Boedapest, 30 oktober 1880 – Visegrád, 10 januari 1954) was een Hongaars politicus, die van 1925 tot 1930 minister van Buitenlandse Zaken was. Een anderhalf jaar later werd hij opnieuw in deze functie aangesteld. 
Hij studeerde rechten aan de universiteiten van Leipzig en Berlijn. In 1911 ging hij voor het Hongaarse ministerie van Financiën werken. Na de Eerste Wereldoorlog, de Asterrevolutie en de val van de Hongaarse Radenrepubliek werd hij in 1919 staatssecretaris op dit ministerie. Hij was tweemaal waarnemend minister van Financiën en minister van Handel. Tijdens zijn ambtstermijnen als minister van Buitenlandse Zaken in de regering-Bethlen zette ook hij zich in voor een herziening van de Hongaarse grenzen volgens het Verdrag van Trianon, een van de belangrijkste thema's van de Hongaarse politiek na 1919. Walko was lid van de Eenheidspartij. Vanaf 1938 was hij voorzitter van de Hongaarse Handelsbank in Boedapest. 